# 呂強
呂 強（りょ きょう、生年不詳 - 184年）は、後漢の宦官。字は漢盛。本貫は河南尹成皋県。

## 生涯
若くして宦官として小黄門となり、2回転任して中常侍となった。霊帝のとき、宦官たちが封を受けると、呂強は都郷侯とされたが、固辞した。呂強はたびたび霊帝を諫めた。
184年（中平元年）、黄巾の乱が起こると、霊帝はその対処について呂強に諮問した。呂強はまず皇帝側近の汚職官僚たちを処刑し、党錮を受けた士人たちに大赦を発し、刺史や太守の能力を考慮して任用するよう求めた。霊帝はこれを聞き入れて、まず党人に対する赦令を発した。しかし中常侍の趙忠や夏惲らが呂強は党人とともに朝廷を乱そうとしていると告発したため、霊帝は中黄門に兵を与えて呂強を召し出そうとした。呂強は「丈夫は国家に忠を尽くそうと欲するけれども、どうして獄吏の相手をすることができようか」といって自殺した。趙忠と夏惲はさらに呂強を誣告して呂強の一族を逮捕し、その財産を没収した。

## 伝記資料
- 『後漢書』巻78 列伝第68